# Univerza v Hannovru
Univerza v Hannovru (nemško Gottfried Wilhelm Leibniz Universität Hannover) je  univerza v Hannovru (Nemčija), ki je bila ustanovljena leta 1831.

## Zgodovina
Univerza je bila ustanovljena leta 1831 kot Višja trgovska šola. Leta 1879 je bila reorganizirana v Kraljevo šolo tehnologije in leta 1898 je dobila pravico podeljevanja doktoratov. Leta 1968 je bila preimenovana v Tehniško univerzo v Hannovru in leta 1978 v Univerzo v Hannovru.

## Članice
- Fakulteta za arhitekturo in urejanje prostora (Fakultät für Architektur und Landschaft; ustanovljena 2001)
- Fakulteta za gradbeništvo in geodezijo (Fakultät für Bauingenieurwesen und Geodäsie)
- Fakulteta za električno inženirstvo in računalništvo (Fakultät für Elektrotechnik und Informatik)
- Filozofska fakulteta (Philosophische Fakultät)
- Pravna fakulteta (Juristische Fakultät; ustanovljena 1973)
- Fakulteta za matematiko in fiziko (Fakultät für Mathematik und Physik)
- Fakulteta za strojno inženirstvo (Fakultät für Maschinenbau)
- Fakulteta za naravne znanosti (Naturwissenschaftliche Fakultät; ustanovljena 1974)